# Rio Dobruşa
O Rio Dobruşa é um rio da Romênia, afluente do Dâlga, localizado no distrito de Vâlcea.